# Pleurodema thaul
El coicoy, sapo arriero o sapito de cuatro ojos (Pleurodema thaul) es una especie de pequeño anfibio anuro de la familia Leptodactylidae que habita en Chile, en Argentina y Uruguay. Su tamaño varía entre 3 y 5 cm. Su nombre se debe a que las glándulas que tiene en la parte posterior se asemejan a otro par de ojos. Tiene una gran cabeza en relación con su cuerpo. Es muy común y fácil de escuchar en el horario crepuscular y nocturno, vive en lagunas, bofedales, ríos, juncales y vertientes, bajo piedras o entre la hojarasca. Se alimenta de insectos y arácnidos. Se reproduce durante casi todo el año. En Chile se encuentra desde la Región de Antofagasta hasta la Región de Aysén; mientras que en Argentina habita zonas cercanas a los Andes en las provincias de Neuquén, Río Negro y Chubut.
Científicos del CENPAT-CONICET (Centro Nacional Patagónico - Consejo Nacional de Investigaciones Científicas y Técnicas de Argentina) han encontrado en su piel lo que podría ser un arsenal de antibióticos para tratar enfermedades infecciosas.